# Guineu de nou cues

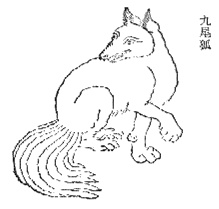
La criatura que apareix sota el nom de guineu de nou cues (九尾狐) en el Shanhaijing, representat en una edició de la dinastía Qing.

La guineu de nou cues (九尾狐) o esperit guineu (狐狸精), és una entitat guineu mitològica procedent de la Xina, freqüent en la mitologia de l'Àsia oriental.
Al folklore de l'Àsia Oriental, les guineus són vistes com a esperits familiars que posseeixen poders màgics. Aquestes guineus són descrites com a nocives, generalment enganyen a les persones, amb la capacitat de camuflar-se com una bella persona que intenta seduir els altres, ja sigui només per jugar-li una broma o per devorar el seu cos o el seu esperit. Té diferents variants: Huli jing a la mitologia xinesa, Kyūbi no kitsune a la japonesa i Kumiho a la coreana. El disseny del Pokémon Ninetales es basa en aquesta criatura mitològica.

## Història
Les guineus de nou cues apareixen comunament al folklore, literatura i mitologia xinesa, en la qual, segons el conte pot ser un bon o un mal presagi. El tema d'esperits guineus provinent de la cultura xinesa finalment es va transmetre i va introduir a les cultures japoneses i coreanes.
Durant la dinastia Han, el desenvolupament d'idees sobre transformacions interespècies va tenir lloc a la cultura xinesa. La idea que els éssers no humans en arribar a certa edat podrien assumir una forma humana està present en obres com el Lunheng de Wang Chong (27-91). Quan aquestes tradicions es van desenvolupar, la capacitat de transformació de la guineu també va prendre forma.

## Tradicions
El popular culte a la guineu durant la dinastia Tang s'esmenta en un text titulat Hu Shen (déus guineus) d'aquesta manera:
| « | Des de l'inici de la dinastia Tang, molts plebeus han adorat a l'esperit guineu. Fent ofrenes a les seves recamares per pregar per favor. Les guineus comparteixen l'aliment i la beguda de les persones. Ells no serveixen a un sol senyor. | » |